# Хайнрих I фон Волфратсхаузен
Хайнрих I фон Волфратсхаузен (на немски: Heinrich I von Wolfratshausen; на латински: Hainricum episcopum Ratisponensem; † 11 май 1155) от страничната линия Волфратсхаузен на династията Андекс-Дисен, е 21. епископ на Регенсбург и княз-епископ на манастир Регенсбург (1132 – 1155).

## Живот
Той е син на граф Ото II фон Волфратсхаузен († 24 април 1122) и втората му съпруга Аделаида фон Регенсбург, дъщеря на бургграф и граф Хайнрих I фон Регенсбург († сл. 30 септември 1083).
През 1124 г. Хайнрих I е дякон в Бамберг. През 1132 г. е избран за епископ на Регенсбург. Той има конфликт с херцог Хайнрих Горди от род Велфи и му оставя графството на манастир Регенсбург дясно от Ин, но си запазва Регенсбург. Хайнрих I помага на Конрад III фон Хоенщауфен. През 1147 г. той участва във Втория кръстоносен поход, от който преждевременно се връща обратно. През 1150 г. прави поклонение в Йерусалим.
Хайнрих I умира на 11 май 1155 г. и е погребан като последен епископ в манастир „Св. Емеран“.